# Casa Senyorial de Mezmuiza
La Casa Senyorial de Mežmuiža també coneguda com a Casa Senyorial d'Augstkalne és una mansió a la històrica regió de Semigàlia, al Municipi de Tērvete de Letònia.

## Història
Restaurat entre 1992 i 1994, es remunta la seva primitiva construcció a mitjan anys setanta del segle xix. L'edifici principal es troba enmig dels molins, i els edificis dels jardiners, criats i el d'administració. El complex senyorial també inclou un parc de 12 hectàrees on es conreen espècies exòtiques, com ara el bàlsam, l'avet europeu, el roure roig i negre i el pi de muntanya. Des de 1954, s'ha situat l'escola secundària Augstkalne.